# Теракт во Владикавказе (2008)
Террористический акт во Владикавказе — террористический акт совершённый боевиком-смертником в четверг 6 ноября 2008 года около 14 часов по московскому времени в столице республики Северная Осетия Владикавказе. Террористка-смертница привела в действие взрывное устройство мощностью в 500 грамм тротила рядом с маршрутным такси «ГАЗель», только что подъехавшим к рынку и высаживающим пассажиров, на площади у кинотеатра «Дружба», одного из самых людных мест города. 8 ноября объявлен в республике днём траура. Государственная дума России почтила память погибших минутой молчания.

## Мотивы
Основные версии теракта — попытка дестабилизации обстановки на Северном Кавказе или провокация для обострения конфликта между осетинами и ингушами.
За последнее время во Владикавказе были похищены несколько жителей Ингушетии. По одной из версий следствия смертница принадлежала к «ваххабитскому подполью».
Возможна связь теракта с Доку Умаровым.
По факту взрыва СКП РФ возбудил уголовное дело по признакам преступления, предусмотренного частью 2 статьи 105 и статьей 205 УК РФ (убийство и терроризм).
Как сообщала газета Жизнь за неделю до этого в Москве планировался теракт — искали смертницу, которая могла бы взорвать себя на матче «ЦСКА — Спартак».
Обозреватель Юлия Латынина в программе «Код доступа» в эфире Эхо Москвы и RTVi озвучила следующее:
Я думаю, что мы все на самом деле прекрасно понимаем, что случилось. Этот взрыв случился практически в годовщину осетино-ингушского конфликта, случился на рынке, который уже дважды взрывали, взрывали ингуши. Случился на рынке, возле которого было похищено большинство ингушей, похищенных в Северной Осетии, причем похищено милиционерами. Наконец, этот взрыв случился после назначения Юнус-бека Евкурова, то есть тогда, когда боевикам ингушским надо что-то делать, перерыв в убийствах внутри Ингушетии объявлять, а практиковаться-то надо, путь Аллаха-то не ждет.

## Жертвы
Сразу от взрыва погибли 11 человек включая смертницу, в ночь на 7 ноября скончалась 24-летняя девушка, ставшая двенадцатой жертвой взрыва.. Ранения получил 41 человек, трое жителей Владикавказа были отпущены на амбулаторное лечение после оказания им медицинской помощи
Правительство Северной Осетии приняло решение о выплате денежных компенсаций семьям погибших и раненым. Сумма компенсации составила по 300 тысяч рублей семьям погибших и ещё по 25 тысяч рублей на похороны. Кроме того, по 100 тысяч рублей выплачено тяжелораненым и по 50 тысяч рублей другим пострадавшим.

## Реакция в России
Президент России поручил Федеральной службе безопасности и Следственному комитету при прокуратуре провести тщательное расследование взрыва в маршрутном такси во Владикавказе. Также Дмитрий Медведев обратился со словами поддержки к народу Северной Осетии. В телефонном разговоре с Таймуразом Мамсуровым, глава государства просил передать искренние соболезнования семьям всех, кто погиб в результате террористического акта.
Террористическая угроза в России сохраняется, констатировал Дмитрий Медведев, открывая совещание по вопросам правоохранительной деятельности в России:
Это событие показало, что террористическая угроза сохраняется. Успокаиваться неуместно. Несмотря на то, что активные террористические проявления подавлены, среда для таких преступлений существует. Вывод: все должны работать максимально напряженно - и федеральные структуры, и региональные власти. Мы должны максимально быстро разобраться с тем, что произошло.

## Международная реакция
С резким осуждением теракта выступил американский Госдепартамент. В письменном заявлении пресс-служба Госдепартамента называет взрыв «гнусным террористическим актом». «Преступлениям, подобным сегодняшнему, не может быть оправдания», — говорится в заявлении Госдепартамента, подписанном заместителем начальника пресс-службы ведомства Робертом Вудом. Американские власти выразили соболезнования семьям жертв и правительству России в связи с гибелью людей. Осудил теракт в Северной Осетии и генсек Совета Европы Терри Дэвис. «Бомба во Владикавказе стала самым свежим из серии инцидентов, ведущих к дальнейшему ухудшению и без того серьёзной ситуации в регионе», — сказал он. Он также выразил соболезнования близким погибших.